# Середній сідничний м'яз
Середній сідничний м'яз (лат. m. gluteus medius) — один із трьох сідничних м'язів, розташований між малим та великим сідничними м'язами. М'яз зовнішньої групи м'язів таза.

## Початок і прикріплення
Починається на зовнішній поверхні крила клубової кістки спереду від великого сідничного м'яза й частково прикритий ним. Прикріплюється до великого вертлюга стегнової кістки.

## Функція
Відводить стегно, передні волокна беруть участь у внутрішній ротації стегна, а задні волокна — у зовнішній. При ходьбі середній сідничний м'яз на опорній нозі скорочується, що зупиняє нахил тазу в протилежну сторону і дещо нахиляє його в сторону опорної ноги, і таким чином полегшує відрив стопи від підлоги.

## Інервація
Верхній сідничний нерв, L4-S1.

## Клінічне значення
На дисфункцію сідничних м'язів (середній та малий сідничний м'язи) або верхнього сідничного нерва може вказувати симптом Тренделенбурга.

## Додаткові зображення

Середній сідничний м'яз відзначений червоним.
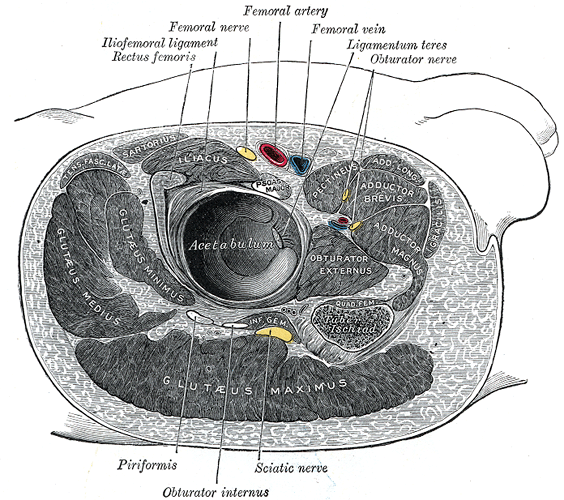
Структури навколо правого кульшового суглоба.